# 红星电影院
红星电影院是位于中国北京市东城区西单北大街西侧的一家电影院，现已不存在。

## 简介
红星电影院设在米市大街北京基督教青年会礼堂。1938年10月开业，初名“芮克电影院”。1947年1月，更名为“北洋电影院”。1949年1月，中国人民解放军北平市军事管制委员会所属的文化接管委员会接管了该电影院，更名为“红星电影院”。1956年实行公私合营。1960年，改为专门放映新闻纪录电影的新闻电影院。1983年6月，该电影院停业。1984年12月，该电影院的建筑遭到拆除。